# Jumi
Jumi (japonsky: 弓; jumi) je termín pro luk, který se používá v japonském umění lukostřelby (kjúdó, 弓道) a v tradiční jezdecké lukostřelbě (Jabusame, 流鏑馬). Zahrnuje delší (daikjú, 大弓) a kratší (hankyú, 半弓) typy luků.
Jumi je neobvykle dlouhý. Nejkratší kusy dosahují délky přes dva metry a tím viditelně převyšují samotné lukostřelce (ite, 射手). Už po staletí je vyráběn stejným způsobem z vícevrstevného bambusu, dřeva a kůže. Ovšem někteří lukostřelci (zvláště pak začátečníci) používají jumi vyrobený ze syntetických materiálů. Konstrukce mohla být japonským zdokonalením vícevrstvých luků, které byly po staletí hojně používány po celé severní Eurasii a v Japonsku v období Džómon.

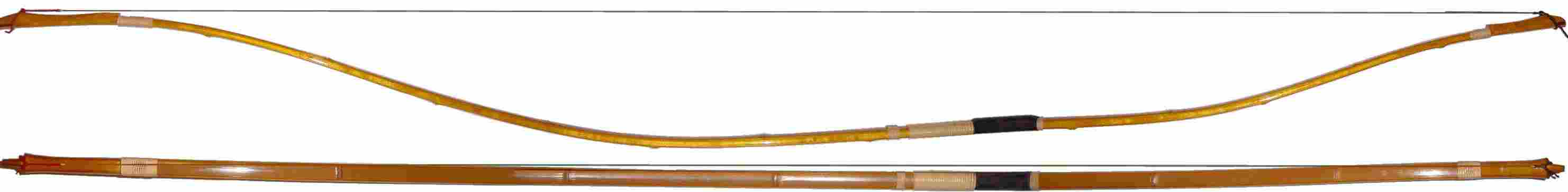
Jumi zepředu a ze strany

## Tvar

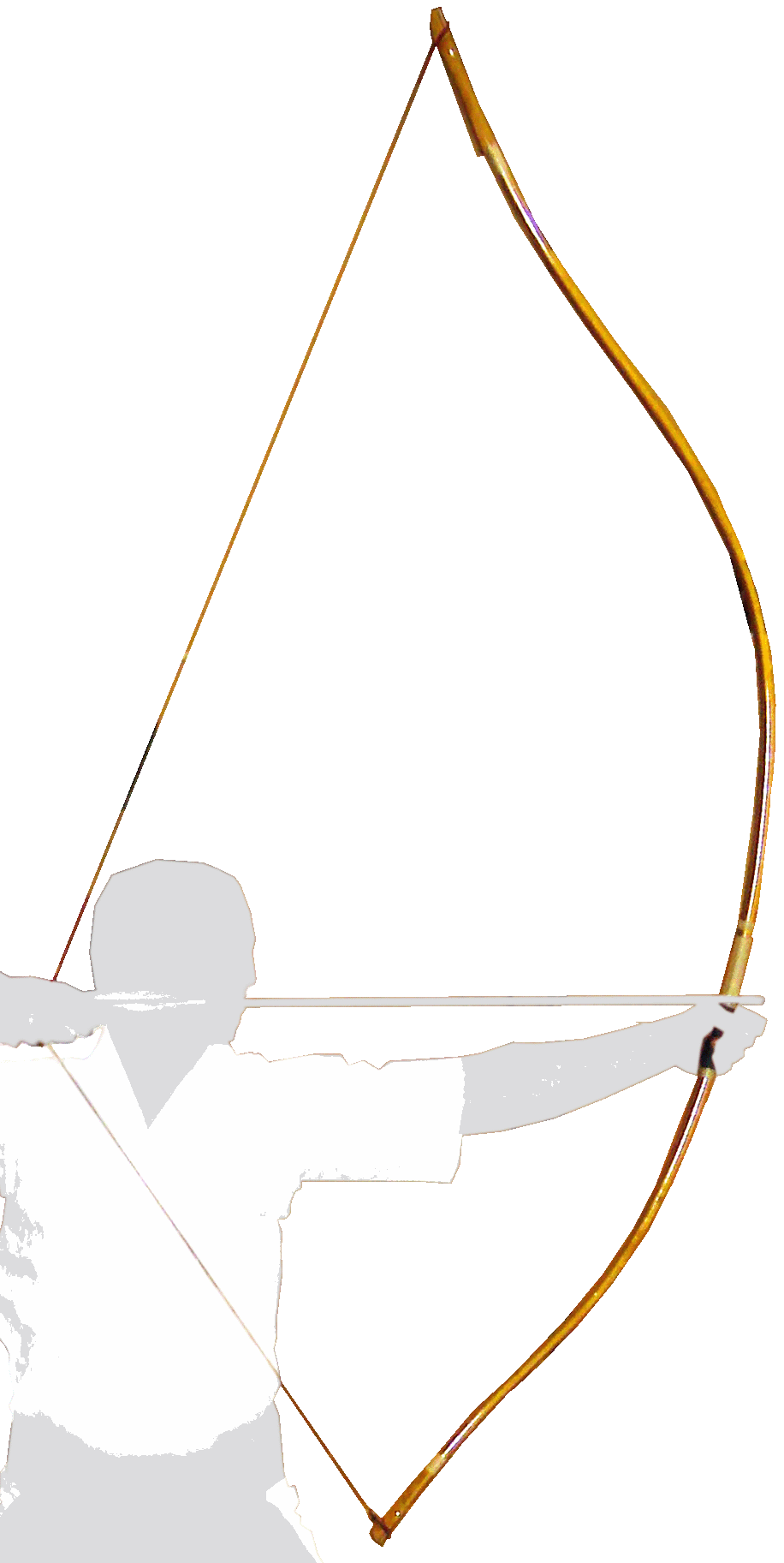
Jumi při nátahu

Jumi je asymetrického tvaru, který se znatelně projevuje v rozdílném zakřivení ramen luku. Nestandardní je také umístění rukojeti, která má být situována v souladu s ANKF (All Nippon Kyudo Federation) ve dvou třetinách délky od horního oka tětivy, ale ve skutečnosti se nachází až ve třech pětinách. Nabízí se nám několik možností jak asymetrii celého luku vysvětlit. Jedna z teorií tvrdí, že luk byl uzpůsoben jezdecké lukostřelbě, aby jezdec mohl s lukem lépe manipulovat aniž by mu v tom překážel hřbet koně. Ovšem rukojeť se ve třech pětinách vyráběla ještě před tím, než se rozšířila lukostřelba ze sedla koně (Jabusame).
Možné také je, že držení luku bylo uzpůsobeno ke střelbě z pokleku. Jedna z teorií byla vytvořena na základě charakteristických vlastností dřeva. Jelikož první druhy jumi byly z jednoho kusu dřeva, a až postupem času se vyvinula technika vícevrstevných jader luků. V každém případě má luk vytvořený z jednoho kusu dřeva odlišnou pružnost v horní a dolní části. Aby bylo dosaženo stejnoměrného namáhání ramen, bylo držení luku posunuto.
Další teorie odůvodňuje posunutou rukojeť slabšími vibracemi tětivy, jelikož v jedné a ve dvou třetinách tětivy se nacházejí uzly, kde jsou vibrace výrazně slabší. Díky této skutečnosti je pro lučištníka snazší opětovné uchopení luku po výstřelu.

## Tětiva
Tětiva (curu 弦) je tradičně pletena z konopí, ovšem většina lukostřelců v dnešní době používá tětivy vyráběné z umělých materiálů (např. Kevlar), které vydrží déle. Tětiva se většinou nemění dokud sama nepraskne; to má za následek, že luk je neustále napínán v opačném směru než byl vytvarován, což je považováno za prospěšné. Místo, kde se drážka šípu vkládá na tětivu, je umocněno aplikací konopí a lepidla. Toto dodatečné zesílení má chránit tětivu a poskytovat tloušťku, která pomáhá udržet šíp na svém místě během natahování jumi.

## Úcta k luku
Skuteční vykonavatelé kjúdó zachází se svým jumi s úctou, a jako učitelé se tento respekt snaží předat studentům (o jumi se tvrdí, že se do něj vtiskne část duše člověka, který jumi vyrobil). Student kjúdó nikdy nepřekročí jumi, který leží na zemi (to je považováno za neuctivé), a o jumi se bude starat tak, jak by chtěl aby bylo postaráno o něj (například uchovávat jej mimo dosah nadměrně vysokých nebo nízkých teplot, udržet v suchu, nebo i nést luk svisle). Za velmi neuctivé je také považováno dotýkat se cizího jumi bez svolení majitele. Jeden z výrobců jumi, (jumiši, 弓師) Kandžúró Šibata (勘十郎 柴田) prohlásil, že dotýkat se cizího jumi je stejné jako osahávat něčí manželku.

## Péče

Detailní popis jumi

Jumi, jako každý luk, vyžaduje zvýšenou péči. Pokud bychom se o jumi nestarali, zkroutil by se a stal se nepoužitelným. Jumi mění svůj tvar i během používání a může být opětovně vytvarován za pomocí tlaku vyvinutého rukama, tvarovacích bloků, nebo prostým sundáním (popřípadě ponecháním) tětivy.
Tětiva, i když není luk zrovna používán, silně ovlivňuje zakřivení ramen luku. Rozhodnutí, zdali tětivu ponechat nebo sundat, závisí na aktuálním zakřivení ramen. Tělo jumi, které se po vypnutí tětivy znatelně napřímí, značí, že luk, bývá obvykle vypnutý, když není delší dobu používán (jumi někdy bývá v tomto případě označován jako “unavené”). jumi, které je po vypnutí tětivy nepřiměřeně zakřivené, mělo vždy dlouhodobě napnutou tětivu a o takovém jumi se někdy vyjadřujeme jako o “ochočeném”.
Pokud se o jumi majitel dobře stará, může vydržet i několik generací. Naproti tomu namáhané jumi, kterému není věnována dostatečná péče, může sloužit velice krátkou dobu.

## Délka luku
| Výška lukostřelce | Délka šípu | Doporučená délka luku |
| ----------------- | ---------- | --------------------- |
| < 150 cm          | < 85 cm    | Sansun-zume (212 cm)  |
| 150–165 cm        | 85–90 cm   | Namisun (221 cm)      |
| 165–180 cm        | 90–100 cm  | Nisun-nobi (227 cm)   |
| 180–195 cm        | 100–105 cm | Jonsun-nobi (233 cm)  |
| 195–205 cm        | 105–110 cm | Rokusun-nobi (239 cm) |
| > 205 cm          | > 110 cm   | Hassun-nobi (245 cm)  |

## Typy luků v historii
| Období           | Typ luku                                 | Složení skladby luku                                                                                                  |
| ---------------- | ---------------------------------------- | --- |
| Pravěk           | (丸木弓 marukijumi)                      | Z jednoho kusu dřeva                                                                                                  |
| 800-900          |                                          | Dřevo s bambusem (zepředu)                                                                                            |
| 1100             |                                          | Dřevo s bambusem (zepředu a zezadu)                                                                                   |
| 1300-1400        | Šihóčiku (四方竹弓)                      | Dřevěné jádro obložené bambusem                                                                                       |
| 1550             | Sambonhigo (三本弓胎) (Higojumi, 弓胎弓) | Třídílné bambusové jádro, dřevo (ze stran) a bambus (zepředu a zezadu)                                                |
| 1600             | Johonhigo (四本弓胎) (Higojumi)          | Čtyřdílné bambusové jádro, dřevo (ze stran) a bambus (zepředu a zezadu)                                               |
| 1650             | Gohonhigo (五本弓胎) (Higojumi)          | Pětidílné bambusové jádro (popř. částečně dřevěné a částečně bambusové), dřevo (ze stran) a bambus (zepředu a zezadu) |
| 1971-Dnešní doba | Glass fiber                              | Dřevěné vícevrstvé vlákno, Vláknové kompozity (zepředu a zezadu)                                                      |